# Анфуса Омонийская
Анфуса Омонийская (757—809) — дочь византийского императора Константина V и его третьей жены Евдокии. Святая Православной церкви, почитается в лике преподобных. Память в византийских церковных календарях указывается 12, 17 и 18 апреля.

## Биография
Анфуса родилась в 757 году. По преданию, использованному Никодимом Святогорцем при составлении «Великого Синаксариста», рождение близнецов, мальчика и девочки, Константину V предсказала преподобная Анфиса. Несмотря на настояния отца вступить в брак, Анфуса уклонялась от замужества и носила под царскими одеждами власяницу. После смерти отца раздала все своё состояние нищим и монастырям.
Императрица Ирина, став в 780 году регентом при своем малолетнем сыне Константине VI, предлагала Анфусе разделить с ней управление государством. Анфуса отказалась и была пострижена патриархом Тарасием в монашество в константинопольском монастыре святой Евфимии. Позднее Анфуса стала игуменьей константинопольского монастыря Омонии. Будучи игуменьей, сама убирала церковь, прислуживала сёстрам за трапезой. Скончалась в 809 году в возрасте 52 лет.

## Почитание
Византийские месяцесловы указывают память преподобной Анфусы 12, 17 и 18 апреля. Русская православная церковь совершает память Анфусы 12 (25) апреля. Краткие жития Анфусы содержатся в Минологии Василия II и Синаксаре Константинопольской церкви (X век). Русский перевод краткого жития Анфусы был сделан в первой половине XII века и помещён в нестишной Пролог под 17 апреля. Сделанный на Афоне в XIV веке перевод жития помещён в Стишном Прологе под 12 апреля.
Последование преподобной Анфусе неизвестно. В греческих минеях есть стишной синаксарь святой Анфусе.